# Arkitekta
Arkitekta är en organisation för kvinnliga arkitekter i Finland.
Arkitekta, som har sitt säte i Helsingfors, grundades 1942 till Wivi Lönns ära. Arkitekta är en underavdelning till Finlands arkitektförbund.